# ريموند الأنطاكي
ريموند الأنطاكي (ق. 1195 - 1213 في طرطوس) كان الابن الأكبر لبوهيموند الرابع ملك أنطاكية وبليزانس الجبيلية.
قُتل ريموند البالغ من العمر 18 عامًا، والذي كان وريث عرش أنطاكية وطرابلس، على يد الحشاشين عام 1213 خارج باب كاتدرائية طرطوس. تورط فرسان الإسبتارية، الذين كانوا معاديين لوالد الضحية،  ظل تكهنات في التقاليد المعاصرة.
ردًا على ذلك، قام بوهيموند الرابع وتعزيزات من فرسان الهيكل بمهاجمة قلعة الخوابي في عام 1214. طلب الحشاشون المساعدة من حاكم حلب الأيوبي الظاهر غازي، الذي بدوره ناشد منافسه وعمه العادل سيف الدين أحمد، سلطان مصر الأيوبي.  ومع ذلك، بعد أن شن نجل العادل، المعظم عيسى بن العادل، عدة غارات على منطقة بوهيموند في طرابلس، ودمر كل قراها،  اضطر بوهيموند الرابع إلى الانسحاب من الخوابي وتقديم اعتذار إلى الظاهر. 